# Oratorio di Santa Maria Accettapoveri
L'oratorio di Santa Maria Accettapoveri si trova a Pistoia in via Borgostrada.

## Storia e descrizione
La sua fondazione risale al 1319 ad opera di Andrea di Margugliese Bracciolini che edificò anche un ospedaletto adiacente. La prossimità alla via d'accesso dal nord ne faceva un luogo privilegiato di accoglienza dei pellegrini, dei poveri, degli infermi, come dichiara il nome stesso. Nel Cinquecento fu trasformato in commenda di San Maurizio e Lazzaro e a quel periodo risale la lapide commemorativa e l'affresco sulla porta con la Vergine e il Bambino (illeggibile) tra i santi Stefano papa e Maurizio. Più tardi fu officiato dai Cavalieri di Santo Stefano. È ora ridotto a magazzino.